# Atheta macrocera
Atheta macrocera är en skalbaggsart som först beskrevs av Thomson 1856.  Atheta macrocera ingår i släktet Atheta, och familjen kortvingar. Arten är reproducerande i Sverige.